# 清明駅 (京畿道)
清明駅（チョンミョンえき）は大韓民国京畿道水原市霊通区霊通洞にある、韓国鉄道公社（KORAIL）盆唐線の駅。駅番号は(K239)。

## 駅構造
相対式ホーム2面2線を有する地下駅で、エレベーター・エスカレーター・ホームドア設置駅。一部の改札口は上下ホーム別々に設置されているため、上下ホーム間の通り抜けは不可能。出口は8番まである。

### のりば
| 1 | 水仁・盆唐線 | 霊通・水原・烏耳島・仁川方面 |
| 2 | 水仁・盆唐線 | 器興・竹田・宣陵・往十里方面 |

## 歴史
- 2005年 - 着工。
- 2012年
  - 3月12日 - 駅名を仮称であった「霊徳駅」から「清明駅」に確定。[1]
  - 12月1日 - 開業。
- 2020年 9月12日 - 水仁線の水原延伸により路線名が盆唐線から水仁・盆唐線に変更。

### 駅名について
仮称は「霊徳駅」だったが、「霊徳」は隣の龍仁市の地名であることから水原市民が駅名の変更を要請した。 2012年3月に水原市が駅名アンケートを実施した結果、「清明駅」が1位となったため、「清明駅」に決定した。

## 利用状況
近年の一日平均乗車人員推移は下記の通り。
なお、2012年は開業日の12月1日から12月31日までの31日間を基準にしたものである。
| 路線         | 路線     | 2010年 | 2011年 | 2012年 | 2013年 | 2014年 | 2015年 | 2016年 | 2017年 | 2018年 | 2019年 | 出典  |
| ------------ | -------- | ------ | ------ | ------ | ------ | ------ | ------ | ------ | ------ | ------ | ------ | ----- |
| 水仁・盆唐線 | 乗車人員 | 未開業 | 未開業 | 2,487  | 2,543  | 4,081  | 4,251  | 4,204  | 4,197  | 4,333  | 4,475  | [ 3 ] |
| 水仁・盆唐線 | 降車人員 | 未開業 | 未開業 | 2,384  | 2,382  | 3,817  | 3,960  | 3,889  | 3,899  | 4,035  | 4,191  | [ 3 ] |
| 路線         | 路線     | 2020年 | 2021年 | 2022年 |        |        |        |        |        |        |        |       |
| 水仁・盆唐線 | 乗車人員 | 3,216  | 3,414  | 3,838  |        |        |        |        |        |        |        |       |
| 水仁・盆唐線 | 降車人員 | 3,052  | 3,288  | 3,745  |        |        |        |        |        |        |        |       |

## 駅周辺
- 清明山
- 霊興体育公園
- 清明高等学校
- 水原ハイテク高等学校
- 水原霊徳中学校
- 清明中学校
- 京畿水原外国人学校
- 清明村
- ファンゴル村

## 隣の駅
韓国鉄道公社
 水仁・盆唐線
急行
通過
緩行
上葛駅 (K238) - 清明駅 (K239) - 霊通駅 (K240)